# Schweyen
Schweyen là một xã trong vùng Grand Est, thuộc tỉnh Moselle, quận Sarreguemines, tổng Volmunster. Tọa độ địa lý của xã là 49° 09' vĩ độ bắc, 07° 23' kinh độ đông. Schweyen nằm trên độ cao trung bình là 300 mét trên mực nước biển, có điểm thấp nhất là 236 mét và điểm cao nhất là 361 mét. Xã có diện tích 11,36 km², dân số vào thời điểm 1999 là 311 người; mật độ dân số là 27 người/km².

## Thông tin nhân khẩu
| 1962 | 1968 | 1975 | 1982 | 1990 | 1999 |
| ---- | ---- | ---- | ---- | ---- | ---- |
| 292  | 313  | 289  | 300  | 306  | 311  |